# فرسان الصليب (رواية)
فرسان الصليب - أو الفرسان التيوتونيون The Knights of the Cross أو The Teutonic Knights (بالبولندية: Krzyżacy) هي رواية تاريخية من عام 1900 للأديب البولندي هنريك سينكيفيتش الحاصل على جائزة نوبل في الأدب عام 1905. 
نُشرت الترجمة الإنجليزية الأولى لها في نفس العام الذي نُشرت فيه الترجمة الأصلية.
نشرت مسلسلة في مجلة تيغودنيك إليستروفاني (Tygodnik Illustrowany) بين عامي 1897-1899 قبل ظهور أول طبعة لها في عام 1900. ترجمت الرواية لأول مرة إلى اللغة الإنجليزية على يد جيريمياه كورتين، وهو معاصر لهنريك سينكيفيتش.  ومنذ ذلك الحين تُرجمت «فرسان الصليب» إلى 25 لغة.
طبعت أول نسخة في بولندا في نهاية الحرب العالمية الثانية في عام 1945، نظرًا لارتباطها بسياق التدمير النازي الألماني لبولندا وما تلاه من عمليات نقل جماعي للسكان. حولت الرواية إلى فيلم في عام 1960 من إخراج ألكسندر فورد.